# Ambient dub
Ambient dub is een muziekgenre waarin ambient en dubreggae gemengd worden.
De term ambient dub werd gemunt door Beyond Records dat vanaf 1992 enkele compilatiealbums uitbracht in het genre. Ambient dub combineert een ambientachtige (rustgevende) sfeer met diepe bassen, reverbs en ritmes uit de dubreggae. Ambient dub is beïnvloed door ambient house en werd opgevolgd door illbient. Bekende artiesten zijn The Orb, The Future Sound of London, Bill Laswell, Higher Intelligence Agency en Banco de Gaia.